# Isaac S. Struble

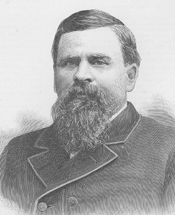
Isaac S. Struble

Isaac S. Struble (* 3. November 1843 bei Fredericksburg, Virginia; † 17. Februar 1913 in Le Mars, Iowa) war ein US-amerikanischer Politiker. Zwischen 1883 und 1891 vertrat er den Bundesstaat Iowa im US-Repräsentantenhaus.

## Werdegang
Schon in frühen Jahren kam Isaac Struble mit seinen Eltern in das Johnson County in Iowa. Dort besuchte er die öffentlichen Schulen. Zwischen 1862 und 1865 nahm er als Soldat einer Infanterieeinheit aus Iowa am Bürgerkrieg teil. Dabei war er an mehreren Schlachten beteiligt, bei denen er auch verwundet wurde. Nach dem Krieg arbeitete Struble im Jahr 1866 für kurze Zeit als Buchhalter in St. Louis (Missouri). Nach einem anschließenden Jurastudium und seiner im Jahr 1870 erfolgten Zulassung als Rechtsanwalt begann er in Polo (Illinois) in seinem neuen Beruf zu praktizieren. Im Jahr 1872 zog er nach Le Mars in Iowa. Dort arbeitete er zusammen mit seinem älteren Bruder James als Anwalt.
Politisch war Struble Mitglied der Republikanischen Partei. Bei den Kongresswahlen des Jahres 1882 wurde er im neu geschaffenen elften Wahlbezirk von Iowa in das US-Repräsentantenhaus in Washington gewählt. Dort trat er am 4. März 1883 sein neues Mandat an. Nach drei Wiederwahlen konnte er bis zum 3. März 1891 vier zusammenhängende Legislaturperioden im Kongress absolvieren. Zwischen 1889 und 1891 war er Vorsitzender des Ausschusses, der sich mit den US-Territorien befasste. Im Jahr 1890 wurde er von seiner Partei nicht mehr nominiert. In den folgenden Jahren arbeitete er wieder als Rechtsanwalt. Isaac Struble war seit 1884 mit Adelaide Stone verheiratet; das Paar hatte fünf Kinder. Struble starb im Februar 1913 in Le Mars und wurde dort auch beigesetzt.